# Adekar
Adekar là một đô thị thuộc tỉnh Béjaïa, Algérie. Dân số thời điểm năm 2002 là 13.495 người.